# Houderrane
Houderrane (en àrab حودران, Ḥūdarrān; en amazic ⵃⵓⴷⵔⵔⴰⵏ) és una comuna rural de la província de Khémisset, a la regió de Rabat-Salé-Kenitra, al Marroc. Segons el cens de 2014 tenia una població total de 6.414 persones.